# Fire Emblem Heroes
Pour les articles homonymes, voir FEH.
Fire Emblem Heroes (FEH) est un jeu vidéo de rôle tactique développé par Intelligent Systems et DeNA et édité par Nintendo, dérivé de la franchise Fire Emblem et sorti le 2 février 2017 dans le monde, exclusivement pour iOS et Android.
Révélé lors du Fire Emblem Direct du 18 janvier 2017, il s'agit du troisième jeu Nintendo à avoir été édité sur téléphone mobile, après Miitomo et Super Mario Run. L'application est un free-to-play de type gacha, gratuite avec option d'achat d'objets facilitant la progression des joueurs ou l'acquisition de leurs personnages favoris (soumis à une loterie), et permettant ainsi à l'éditeur d'obtenir rémunération.
Après sa sortie initiale, le jeu bénéficie de nombreux événements et mises à jour, afin de continuer à capter l'intérêt des joueurs.

## Univers
L'aventure de Fire Emblem Heroes se déroule dans un monde imaginaire médiéval et fantastique nommé Zenith, dans lequel deux nations du continent de Midgard s'opposent : le paisible royaume d'Askr et le belliqueux empire d'Embla. Ainsi, le joueur suit les aventures d'Alfonse et Sharena, le prince et la princesse du royaume d'Askr, également membres des Gardiens d'Askr. Les Gardiens d'Askr, ayant pour commandant Anna, ont pour objectif d'arrêter Veronica, la princesse de l'empire d'Embla, qui a pour dessein de conquérir les autres mondes de la série Fire Emblem afin d'étendre sa domination. Cet univers est très largement inspiré par la mythologie nordique, dont l'influence se ressent dans les noms des personnages, des lieux et des armes, les caractéristiques géographiques des différents royaumes ou encore certains éléments d'univers ou de narration. À la manière de nombreuses autres œuvres de fiction, cette intrigue est divisée en plusieurs livres (diffusés au rythme d'un par an en moyenne), eux-mêmes divisés en chapitres (diffusés au rythme d'un par mois environ). À noter qu'à l'exception du premier qui pose les éléments d'univers et malgré l'existence d'un fil rouge, les livres sont suffisamment indépendants pour être abordés par le joueur dans l'ordre de son choix.
Le joueur incarne un invocateur nommé par défaut Kiran, dont le nom, le sexe et l'apparence sont personnalisables.
Pour l'aider dans sa quête, le joueur doit invoquer des héros des jeux précédents de la série Fire Emblem, comme par exemple le prince Ryoma de Fire Emblem Fates, Lyn de Fire Emblem: The Blazing Blade, Tharja ou Chrom de Fire Emblem: Awakening et Lilina de Fire Emblem: The Binding Blade,.

### Livre I
Initialement publié entre février et septembre 2017.
Le premier livre permet essentiellement de poser les éléments d'univers communs à l'ensemble de l'intrigue et à permettre au joueur de se familiariser avec les systèmes de jeu.
L'invocateur fait connaissance avec le prince Alfonse, la princesse Sharena et le commandant Anna alors que le royaume d'Askr et l'empire d'Embla, dirigé par la princesse Veronica, entrent en conflit. Au cours de cette guerre, les Gardiens d'Askr entrent en contact avec Bruno, le frère de Veronica, qui était autrefois un ami d'Alfonse et Sharena sous le pseudonyme de Zacharias mais qui après avoir disparu s'est rallié à la cause de sa sœur. Alfonse découvre qu'en tant que membres de la famille impériale d'Embla, Veronica et Bruno sont les victimes d'un malédiction qui les possède périodiquement et les pousse à conquérir Askr. Les efforts des Gardiens d'Askr permettent de mettre un terme à cette invasion.

### Livre II
Initialement publié entre novembre 2017 et septembre 2018.
Deux royaumes voisins, le royaume des glaces Nifl, dont la princesse est Fjorm, allié d'Askr et le royaume des flammes Múspell, dont le roi est Surtr, lui allié d'Embla, entrent en guerre, dans un nouveau scénario exclusif. Múspell ayant pris le dessus, Fjorm implore aux Gardiens d'Askr de venir en aide à son pays dévasté, alors même que les troupes de Surtr se préparent en envahir Askr pour le compte d'Embla.

### Livre III
Initialement publié entre décembre 2018 et novembre 2019.
Les Gardiens d'Askr sont attaqués par des soldats venus de Hel, le royaume des morts.
Au sein de l'armée des morts, Alfonse fait la rencontre de figures historiques et notamment de Líf et Thrasir, les premiers souverains d'Askr et d'Embla.
Pendant ce temps, Hel, la reine des morts, donne à sa fille, la princesse Eir, l'ordre de rejoindre les rangs d'Askr pour gagner leur confiance avant de les éliminer de l'intérieur. Eir finit par accepter, malgré ses réticences.

### Livre IV
Initialement publié entre décembre 2019 et novembre 2020.
Les Gardiens d'Askr partent enquêter sur un étrange phénomène affectant un village isolé, dont les habitants sont en proie à des cauchemars récurrents.
À leur arrivée, Alfonse et les autres sont pris d'une insupportable léthargie, mais sont sauvés des cauchemars par Peony, une elfe de lumière originaire de Ljósálfheimr, le pays des rêves, capable d'insuffler les rêves les plus agréables.
Prisonniers d'un sommeil magique profond, les Gardiens d'Askr devront repousser les elfes des ténèbres de Dökkálfheimr, le pays des cauchemars, s'ils souhaitent pouvoir revenir à la réalité.

### Livre V
Initialement publié entre décembre 2020 et novembre 2021.
Askr est attaqué par des soldats de Niðavellir, le royaume des nains, dirigés par la princesse Reginn. Cependant, Reginn informe les Gardiens d'Askr qu'elle souhaiterait que ces conquêtes prennent fin et accepte de se rallier à eux. Cela veut toutefois dire s'opposer à ses frères, le roi Fáfnir et le prince Ótr, qui cherchent à capturer l'invocateur pour des raisons non-élucidées. Au cours de leur périple, les Gardiens d'Askr seront également appelés à se rendre dans le royaume des géants, Jötunheimr.

### Livre VI
Initialement publié entre décembre 2021 et novembre 2022.
Les Gardiens d'Askr partent enquêter sur des ténèbres mystérieuses qui frappent un village d'Askr. Ils y rencontrent Veronica qui les informe qu'un phénomène similaire se produit en Embla. Ils sont interrompus par une femme du nom de Ash et un homme nommé Elm, qui prétendent être respectivement les vassaux des créateurs des deux royaumes, le dieu Askr et la déesse Embla. Alfonse tente de mettre fin aux troubles causés par Embla alors que Veronica, toujours atteinte de sa malédiction, doit lutter contre une nouvelle rivale, Letizia, qui prétend appartenir à la famille impériale. Une lutte s'engage pour que les deux pays voisins puissent enfin vivre en harmonie.

### Livre VII
Initialement publié entre décembre 2022 et novembre 2023.
Askr et Embla sont enfin en paix, mais l'invocateur reçoit une vision de la déesse Seiðr qui appelle les Gardiens d'Askr à la rejoindre en Vanaheimr, le royaume de la lumière. Une nouvelle menace pèse sur le monde sous la forme de la prophétesse d'or, Gullveig, qui peut manipuler le temps. De plus, la sœur de Seiðr, Heiðr, est atteinte d'une étrange maladie.

### Livre VIII
Initialement publié entre décembre 2023 et novembre 2024.
De retour dans leur pays, les Gardiens d'Askr sont pris d'assaut par les forces d'Yggdrasill, l'arbre du monde. Bien que dépêchée pour assassiner le prince Alfonse, la bête divine Ratatoskr décide de renoncer à sa mission et de se joindre aux Gardiens, les entraînant par la même occasion dans un vaste complot dépassant largement les frontières d'Askr.

### Livre IX
En cours de publication depuis décembre 2024.
Les Gardiens d'Askr font la rencontre de Rune, un jeune garçon originaire du royaume céleste d'Ásgarðr qui est le seul capable de déchiffrer d'anciennes runes contenant des révélations sur l'origine du monde et une prophétie sur le destin de ce dernier. Le roi d'Ásgarðr, le dieu Alfaðör, qui cherche à s'accaparer ce savoir à des fins personnelles, a ordonné à ses lieutenants Baldr et Höðr de capturer Rune et par la même occasion Alfonse, afin qu'ils soient traduits en justice dans son royaume.

## Système de jeu

### Généralités
Comme dans les jeux de la série Fire Emblem, le joueur doit guider ses unités vers la victoire tout en accomplissant un certain nombre de tâches pour y parvenir. Le combat s’effectue au tour à tour. En amont de celui-ci, le joueur peut intervertir ses unités de place. Les unités du joueur, en bleu, jouent les premiers, suivies par les unités ennemies en rouge. Les déplacements se font case par case, c’est-à-dire que chaque unité dispose d’un certain nombre de déplacements qu’elle ne peut pas dépasser : deux pour les unités d'infanterie (ou un en cas de traversée d'une forêt) et les unités volantes (ces dernières ayant pour particularité de ne pas être impactées par le terrain en extérieur, mais de subir des dégâts accrus des arcs en contrepartie), une pour les unités cuirassées et trois pour les cavaliers (qui ne peuvent cependant pas traverser les forêts). Selon le niveau, le joueur dispose de différents objectifs pour finir la carte : anéantir les ennemis ou bien survivre un nombre donné de tours.
Les cartes sur lesquelles se déroulent les combats ont été adaptées à l'écran du téléphone (8x6 cases). Enfin, chaque unité met en œuvre différents moyens pour se battre. Ainsi, deux familles principales d'équipement se distinguent : les armes et la magie. Chacune de ces catégories est régie par un « triangle » de forces et de faiblesses dont le joueur doit tenir compte pour optimiser ses chances de réussite.

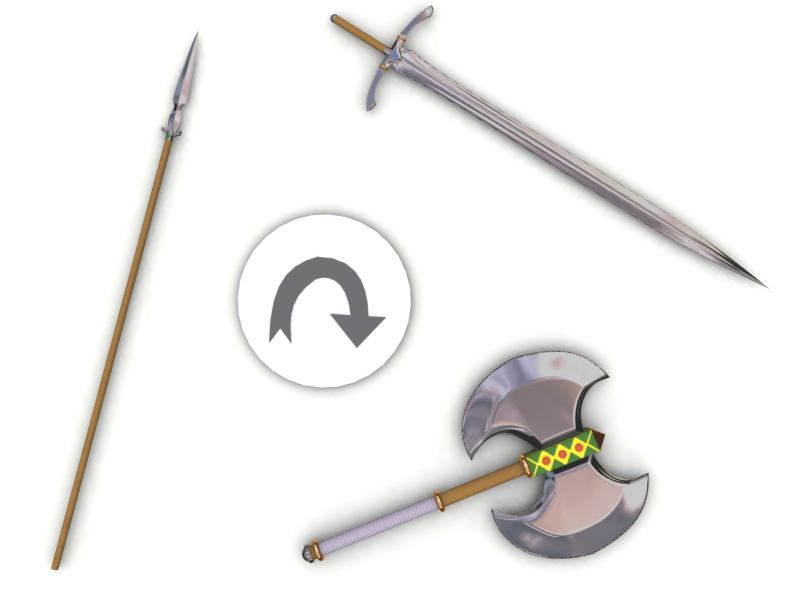
Représentation symbolique du triangle des armes.

Une nouveauté dans ce jeu est l'invocation de héros du passé grâce à des orbes, obtenues dans le jeu ou achetées, afin d'agrandir l'armée. Lors des invocations, chaque héros est distribué au hasard, selon leur type d'arme. Le joueur est alors mis face à cinq pierres d'invocations, la première coûtant cinq orbes, les deuxième, troisième et quatrième valant quatre orbes et la cinquième trois orbes. Il peut choisir de s'arrêter à tout moment dans cet écran d'invocation. Chaque héros possède des capacités spéciales qui lui sont propres et le joueur doit ainsi composer une équipe constituée de quatre héros au maximum, afin de pouvoir affronter les adversaires. Chaque héros invoqué est disponible sous plusieurs formes, plus ou moins puissantes, leur apparition dépendant de la chance du joueur.
Il est également possible, comme dans de nombreux jeux de la série Fire Emblem, de développer des soutiens entre les personnages lorsqu'ils combattent côte à côte, leurs octroyant ainsi des bonus. Nouveauté cette fois ci, il est également possible pour l'invocateur (incarnation du joueur dans le jeu), de choisir un héros préféré, améliorant ainsi les caractéristiques dudit héros au fur et à mesure des combats.

### Modes de jeu permanents
Différents modes de jeu s'offrent au joueur. Ainsi, dans le mode combat, il peut choisir entre poursuivre le scénario principal, entraîner ses unités à la tour d'entraînement, affronter les équipes d'autres joueurs dans l'arène, recruter un personnage lors d'un défi quotidien ou encore participer à des tournois. Cependant, leur utilisation requiert un certain montant d'énergie, variant selon les modes et la difficulté choisis. L'énergie se recharge d'un point toutes les cinq minutes, sur un maximum de quatre-vingt-dix-neuf pouvant être stocké. Au cours des mises à jour du jeu, Nintendo réduisit le taux en énergie nécessaire pour lancer des batailles, à la demande des joueurs.

#### Introduction et Prologue
Accueilli dans le monde de Zenith par Anna, personnage récurrent de la franchise Fire Emblem, le joueur est introduit aux principes ayant construit l'identité de la saga, comme le combat à l'arc ou le triangle des armes. Il doit ainsi l'aider à vaincre des ennemis commandés par le prince Xander de Nohr, héros de Fire Emblem Fates au service de Veronica.

#### Scénario

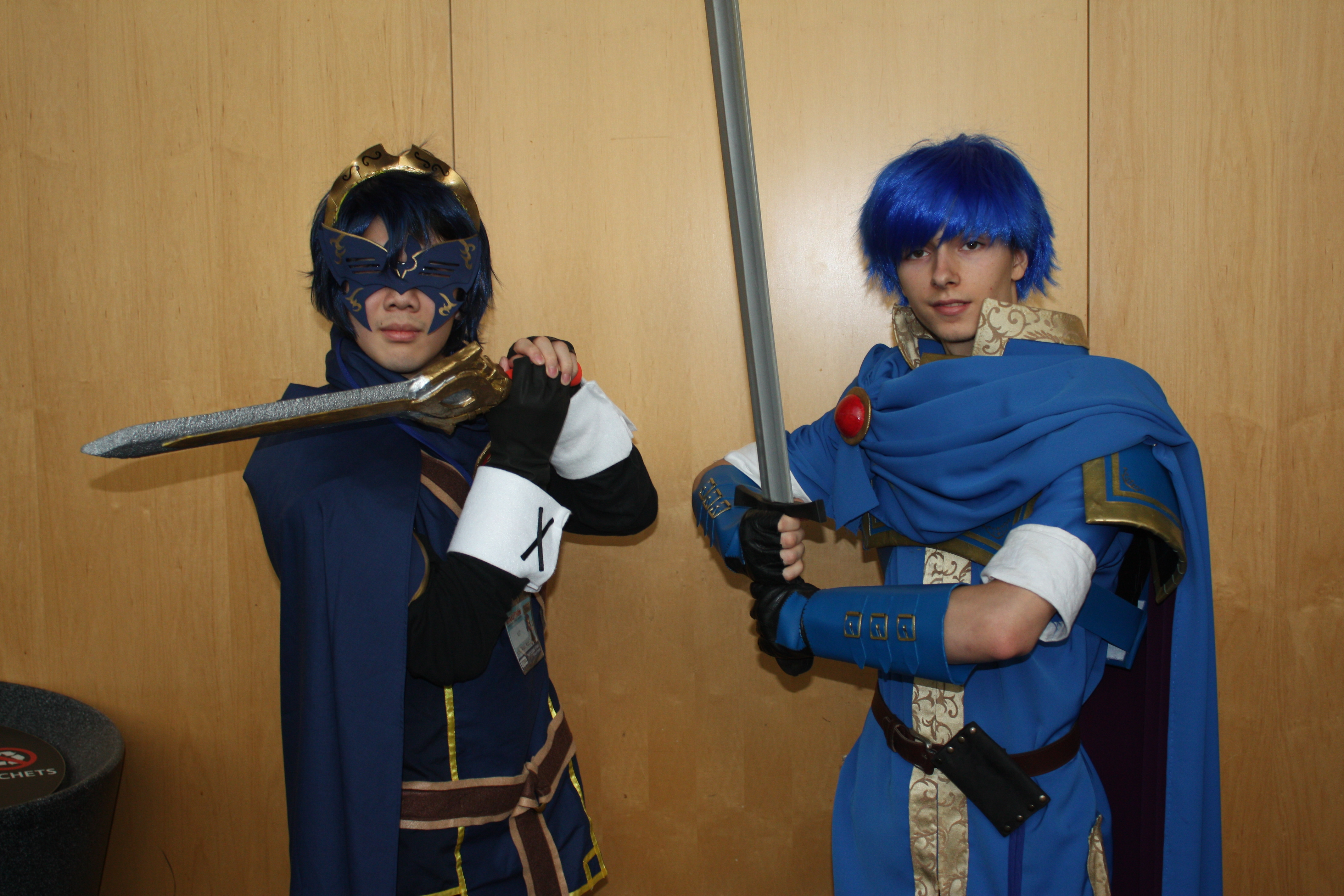
Cosplay représentant Marth, héros du jeu Fire Emblem: Shadow Dragon et Lucina, héroïne du jeu Fire Emblem: Awakening, tous deux disponibles en tant que héros invocables dans Fire Emblem Heroes.

Le premier mode auquel le joueur a accès avant de débloquer les autres est le mode « Scénario », lui-même divisé en plusieurs modes. Le mode principal est le mode histoire, dans lequel le joueur avance à travers les différents mondes des jeux Fire Emblem afin de libérer les héros sous l’influence de l'empire d'Embla. Chaque monde est divisé en cinq batailles, la dernière le faisant généralement affronter le héros principal du jeu situé dans ce monde. Il existe trois modes de difficultés pour chaque niveau, le mode Normal, le mode Expert et le mode Infernal. La première réussite de chaque niveau pour un mode de difficulté donné récompense le joueur d'un orbe, lui permettant ainsi d’avoir accès à quinze orbes par monde. À partir du livre II, ajouté le 28 novembre 2017, les différents chapitres cessent d'explorer les mondes des précédents jeux Fire Emblem pour plutôt développer les nouveaux royaumes originaux. Le livre II introduit ainsi un nouveau conflit entre le royaume des glaces, menée par Fjorm, amis du royaume d'Askr et le royaume des flammes, allié d'Embla, dirigé par Surtr.
À ce mode s’ajoutent les annexes, qui, bien que présentant un scénario, sont indépendantes de l’histoire principale, et servent principalement à présenter de nouveaux héros. À partir du livre II, les héros mis en avant sont quasi-exclusivement des héros spéciaux, c'est-à-dire des héros portant un costume à thème plutôt que celui d'origine. Chaque annexe met à disposition trois batailles, à trois niveaux de difficulté différents et, similairement au mode histoire, un orbe sera donné au joueur après la première réussite de la bataille.
Suivent ensuite les manœuvres. Ces cartes ne contiennent pas d'histoire mais font utiliser au joueur une équipe de deux à quatre héros imposée et lui demandent de décimer l'ennemi dans un nombre de tours limité, et se rapprochent souvent plus du casse-tête que de la stratégie, bien que plusieurs solutions soient généralement possibles. Elles sont divisées en trois niveaux de difficulté : d'abord les « bases », au nombre de 21 et plus mises à jour ensuite, qui permettent au joueur de sa familiariser avec les mécaniques de base. Les deux autres niveaux sont mis à jour régulièrement avec de nouvelles cartes : le niveau « aptitudes » permet au joueur d'apprendre par l'expérience à utiliser certains des nouveaux héros, tandis que le mode « expertise », le plus ardu, est là pour tester ses connaissances et sa capacité d'adaptation. Ces cartes sont généralement récompensées par des plumes de héros, mais parfois aussi par un orbe.
Les « Défis héroïques » sont un mode de jeu permettant au joueur de jouer à une carte pour chaque héros différent qu'il dispose dans sa caserne. Chaque héros est associé à une carte et doit y être déployé, en plus d'une autre unité au choix. Le joueur doit triompher de quatre ennemis, l'un d'entre eux étant toujours identique au héros imposé, en faisant en sorte que le héros imposé en défasse au moins deux. S'il y parvient, il est récompensé par des dracofleurs.
Le mode « Jardins bénis » permet aux héros légendaires et héros bénis de participer à une ou plusieurs batailles plutôt corsées, selon leur bénédiction. Le joueur est toujours récompensé par des bénédictions et par une récompense secondaire qui peut être des orbes.
Le mode « Défi d’endurance » force le joueur à enchaîner les cinq batailles d’un monde du mode histoire, ou les trois batailles d’un monde annexe avec la même équipe, sans soin entre les combats comme il est normalement d’usage. En cas de défaite d’un des héros, il ne pourra plus être utilisé jusqu’à qu’à la fin des cinq batailles ou la défaite du joueur. Ce menu est également disponible en trois modes de difficultés,.
Le dernier mode de jeu du mode « Scénario » est « Assaut en équipes », où le joueur est mis face à cinq batailles en difficulté Infernale, dans lesquelles chaque héros ne peut être utilisé que pour une bataille et où l’intégralité de ce mode doit se faire sans perdre un seul héros sous peine de défaite,.

#### Tour d'entraînement
Le deuxième mode de jeu est la « Tour d’entraînement ». C’est un lieu où le joueur peut gagner de l’expérience le plus facilement et en fait ainsi le meilleur endroit pour entraîner ses héros. Il existe onze paliers de difficultés, chacun composé d’unités variées changeant à chaque répétition. À la fin de chaque bataille, le joueur gagne, en plus de l’expérience pour ses héros, des badges et des cristaux qui lui permettent respectivement d’améliorer le rang ou le niveau de ses héros.

#### Cartes spéciales
Le mode « Cartes spéciales » présente au joueur plusieurs événements limités dans le temps, avec des récompenses exclusives à la clé. « Bataille de héros » permet au joueur d’affronter un personnage défini selon une rotation du jeu, et de débloquer ledit héros en cas de victoire contre lui. Ces héros sont néanmoins disponibles dans les invocations normales du jeu. Parmi ces héros, il y a Felicia et Subaki de Fire Emblem Fates, Cecilia de Fire Emblem : Binding Blade ou encore Lissa et Donnel de Fire Emblem Awakening.
Les « Grandes Batailles » présentent au joueur des cartes exclusives et des héros exclusifs, obtenables uniquement pendant une période limitée et en réussissant à les vaincre sans perte d'unité. Ces cartes sont de difficulté relativement élevée et sont disponibles en trois modes de difficultés. Il est donc initialement possible d’avoir uniquement trois exemplaires maximum de ces héros, contrairement aux autres, disponibles de manière illimitée via l’invocation. Parmi les héros de ces « Grandes Batailles » se trouvent Narcian et Zephiel de Fire Emblem : Binding Blade, Ursula et Lloyd de Fire Emblem : Blazing Sword, Camus, Michalis, Nabarl de Fire Emblem : Shadow Dragon, Xander de Fire Emblem Fates ou encore Berkut de Fire Emblem Echoes : Shadows of Valentia. Ces héros peuvent par la suite être acheté contre des graals héroïques, une monnaie interne, pour un coût de plus en plus élevé à chaque achat successif (plafonné à 500) et en quantité limitée de 20 exemplaires par héros.
De manière similaire, les « batailles de héros légendaires », « batailles de héros mythiques » et « batailles de héros Emblèmes » permettent au joueur d'affronter un héros legendaire, mythique ou Emblème dans cinq niveaux de difficulté contre des récompenses telles que des bénédictions, des orbes ou des accessoires exclusifs. Ils ne permettent cependant pas d'obtenir un exemplaire du héros en question, qui doit être acquis par le biais de l'invocation dans un focus dédié.
Le mode « Héros Liés » propose au joueur de triompher d’une bataille présentant des héros déjà présents dans le jeu, sans perte du côté du joueur, dans l'optique de gagner des orbes. Trois modes de difficultés sont disponibles, chacun rapportant un nombre d’orbes différents. Des exemples de héros liés sont Ephraim et Eirika de Fire Emblem : The Sacred Stones, Takumi et Hinoka de Fire Emblem Fates ou encore Alm et Celica, de Fire Emblem Gaiden / Fire Emblem Echoes : Shadows of Valentia.
Le mode « Batailles limitées » est identique au mode « Héros liés » et présentent des cartes issues de précédentes itérations de ce mode de jeu. La seule différence est que la composition de l'équipe est beaucoup plus contraignante et implique de chosir des héros provenant d'un jeu Fire Emblem en particulier. Le joueur est récompensé par des parchemins divins et des plumes de héros.
Les « Domaines rivaux » sont un type de cartes spéciales dans lequel le joueur se bat avec une grande armée de héros, nommée brigade. Le but est de détruire la forteresse ennemie, ou de survivre pendant 10 tours face aux adversaires. Le joueur comme l'adversaire disposent d'une forteresse et d'un ou deux camps qui peuvent servir de points de régénération ou de téléportation. Les camps peuvent être conquis par l'ennemi et donc retournés contre leur propriétaire originel. Chaque fois qu'un héros est vaincu, un nouveau héros apparaît pour le remplacer depuis la forteresse ou un camp au début du tour suivant. Conquérir les camps est donc souvent une étape essentielle vers la victoire, car cela augmente les options de l'assaillant et diminue celles du défenseur.
Il existe également certaines cartes disponibles uniquement pour une durée limitée, promouvant pour la plupart des événements liés à l’actualité Fire Emblem, notamment avec des cartes spéciales lors du lancement du jeu ou des cartes spéciales pour le lancement du jeu Fire Emblem Warriors.
Le dernier type de cartes spéciales à ce jour sont les cartes « Épreuves », sur lesquelles le joueur doit affronter des équipes d’ennemis composées par les artistes ayant contribué à Fire Emblem Heroes, pour l’instant Yusuke Kozaki et Kotaro Yamada.

#### Colisée

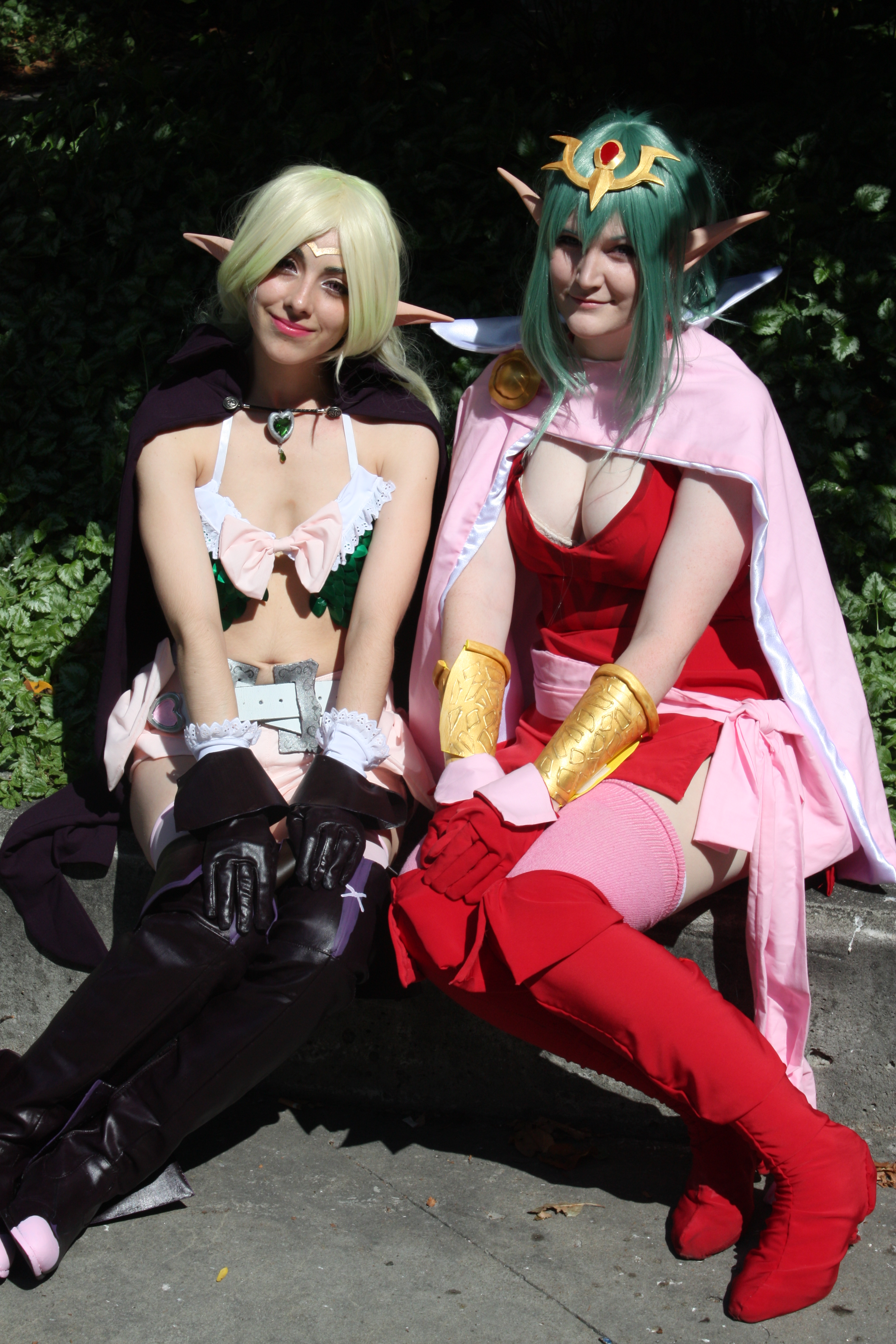
Cosplay représentant les personnages de Fire Emblem Awakening Nowi et Tiki, disponibles en tant que héros invocables dans Fire Emblem Heroes.

Le mode « Arène » est lui aussi divisé en deux parties. Le mode de jeu principal, l’arène, consiste à affronter des équipes d’autres joueurs contrôlées par l’ordinateur avec sa propre équipe. Le joueur dispose d’une semaine pour réaliser le score le plus haut possible, qu'il peut augmenter en utilisant des héros spécifiques, le plus souvent les héros récents. Au bout d’une semaine, la récompense est attribuée au joueur en fonction de son score sous forme d’orbes, nécessaires pour l’invocation de héros, et de plumes, permettant l’amélioration du potentiel des héros. Le joueur peut affronter des équipes ennemies correspondant à trois niveaux de difficultés, et doit lui-même choisir une équipe dite « de défense », que les autres joueurs de Fire Emblem Heroes affronteront dans leur jeu. Ce mode de jeu requiert des épées de duels, trois d'entre elles étant offertes par jour. À partir de décembre 2022, enchaîner une série de cinq victoires par saison permet au joueur d'obtenir un ticket d'invocation spécial afin de recruter un héros de rareté cinq étoiles gratuit apparu avant décembre 2019.
« Assaut d’arène », de manière similaire aux « Défis en équipe », force le joueur à combattre sept armées ennemies avec sept équipes différentes, soit vingt-huit unités de haut niveau. Ce mode de jeu ne nécessite pas d’épées de duels ou d’énergie mais n’apporte de l’expérience aux unités que lors de la première utilisation de la journée. Le joueur dispose de la capacité d’utiliser des objets pendant ces combats, objets qu’il peut gagner en remportant ces mêmes matchs, en plus de plumes et de pièces sacrées, qui servent à obtenir de meilleurs sceaux sacrés, ou en obtenir de nouveaux.
« Bataille en écho » est un mode de jeu permettant de participer à une bataille spéciale dont le but est de vaincre des voleurs avant qu'ils ne s'échappent. Chaque saison, deux jeux Fire Emblem agissent comme jeux bonus et utiliser des héros qui en sont issus permet d'accroître son score. L'aspect compétitif vient de fait que les joueurs sont classés en fonction de leur score, et être haut classé permet d'obtenir de meilleurs récompenses comme des parchemins, des dracofleurs, des bénédictions ou des fruits d'attribut.
Dans les « Batailles d'allégeance », les ennemis apparaissent les uns après les autres et le joueur doit les vaincre tous en 10 tours maximum. Durant ces batailles, le héros tout à droite de la formation peut créer un duo avec une aide. Lorsque des héros en duo battent un ennemi, un bonus de score est obtenu.
Les « duels d'invocateur » sont le dernier mode de jeu du colisée. C'est le seul mode de jeu véritablement PvP, car ici deux joueurs s'affrontent en temps réel, au lieu que l'un des deux camps soit géré par une intelligence artificielle. Les équipes sont composées de cinq héros, dont un capitaine qui peut apprendre des aptitudes particulières renouvelées chaque saison. Vaincre un adversaire ou placer un héros dans la zone de capture centrale permet d'obtenir des points. Le premier joueur à décimer l'équipe de l'adversaire en cinq tours ou moins, ou qui a obtenu le score le plus élevé au bout de ces cinq tours l'emporte. La principale particularité est qu'au lieu d'alterner entre une phase pour chaque joueur comme les autres modes, chaque joueur se voit accorder 6 phases par tour, mais ne peut effectuer qu'une seule action au cours de chaque phase. Cela signifie qu'un joueur peut choisir de déplacer six fois le même héros au cours du même tour. Les récompenses sont diverses : dracofleurs, accessoires, parchemins, graals héroïques, âmes d'éveil, pièce sacrées, rosée divine.

#### Citadelles
Dans « Citadelles », le principal mode de jeu est le « raid céleste ». Chaque joueur dispose d'une citadelle qu'il peut fortifier en construisant ou améliorant des pièces défensives ou des pièges aux effets divers contre des monnaies internes. Il doit également constituer une équipe de héros défensive. Le but est donc de faire en sorte que sa citadelle soit la mieux défendue possible, et de partir à l'assaut des citadelles d'autres joueurs. Le joueur n'a le contrôle de son équipe que durant les phases offensives, les phases défensives sont gérées par l'intelligence artificielle. L'assaillant remporte la victoire s'il parvient à éliminer l'équipe adverse en moins de 7 tours. À chaque assaut réussi, le joueur gagne en altitude, mais il en perd à chaque fois qu'il ne parvient pas à défendre sa propre citadelle. Chaque saison, dix héros sont sélectionnés pour être des héros bonus, qui augmentent le gain d'altitude si utilisés. À la fin de chaque saison, si le joueur a obtenu suffisamment d'altitude, il monte au rang suivant, ce qui lui permet d'acquérir des récompenses supplémentaires (dracofleurs, pierres d'éther, parchemins, graals héroïques).
Le joueur dispose également d'un espace dénommé « Centre d'éther », où il peut déployer ses héros favoris en dehors du champ de bataille et les faire participer à des activités secondaires sans lien avec les autres boucles de gameplay. Il est aussi possible d'y échanger de l'affinité d'éther contre des accessoires ou des musiques.

#### Autres
D'autres modes mis à disposition du joueur lui permettent de gérer ses équipes, de consulter ses notifications et ses récompenses, d'invoquer des héros, d'acheter des orbes et de régler les paramètres du jeu. La forge sacrée lui permet d'améliorer ses capacités spéciales, ainsi qu'une autre forge, qui permet au joueur d'améliorer ses armes. Le joueur peut également transmettre les aptitudes des héros à d'autres héros qui ne pouvaient l'apprendre à l'origine, mais cela se fait au prix du héros donateur.
Le joueur a également la possibilité d'ajouter des amis, ce qui lui donne des récompenses quotidiennes et des alliés lors des tournois.

### Modes de jeu non-permanents

#### Tournoi
Le mode « Tournoi » est un mode de jeu dans lequel le joueur sélectionne un héros qu’il souhaite représenter, et se battra ainsi pour le défendre. Dans des batailles de trois contre trois, une unité du joueur, une de ses amies et une unité du même camp se battent contre trois unités du camp ennemi. Le joueur obtient un droit de participation par heure et peut en accumuler jusqu'à huit, qu'il peut dépenser en plusieurs batailles ou en une seule contre un bonus de points gagnés (dépenser huit droits de participation en une seule fois multiplie les points remportés par huit). Afin de faire progresser le score de son camp, le joueur peut, après chaque victoire, dépenser ses drapeaux qu’il peut recevoir via des quêtes spéciales. En fonction du nombre de points qu’il a apporté à son clan, le joueur remporte un certain nombre de plumes de héros.
Un panel de huit héros tournant autour du même thème est sélectionné afin que chaque joueur puisse choisir son camp. Le héros gagnant est souvent le plus populaire. En cas de défaite du héros choisi, il est possible de choisir un autre héros encore en jeu.
Un nouveau tournoi débute tous les mois, chacun disposant d'un thème précis. Le tournoi d’avril 2017 avait pour thème « Princes et Princesses », et c’est Lucina, de Fire Emblem Awakening qui l'a remporté. Le tournoi de mai, lui, a vu triompher Camilla de Fire Emblem Fates, pour le tournoi « Chevaliers pégases contre chevaliers wyvernes ». En juin, c’est Tharja, de Fire Emblem Awakening, qui est sortie vainqueur du tournoi « Batailles des mages », avant qu’Elise, de Fire Emblem Fates, ne gagne la « Bataille des sœurs » en juillet. En août, c’est Corrin de l’événement de l’été, de Fire Emblem Fates, qui a triomphé de la « Bataille de la plage », tandis qu’en septembre, Ike, de Fire Emblem : Path of Radiance est venu à bout du tournoi spécial « Choisissez vos légendes ». En octobre, le tournoi mensuel opposa différents dragons de la franchise Fire Emblem, Ninian de Fire Emblem: The Blazing Blade en sortant finalement vainqueur, alors qu'en novembre, c'est Shanna, du jeu Fire Emblem: Binding Blade qui remporta le tournoi « Filles aux cheveux courts VS garçons aux cheveux longs ».

#### Grande conquête
Dans « Grande conquête », les joueurs sont répartis en trois équipes, appelées armées, qui sont en compétition pour conquérir des territoires. Chaque tour compte trois batailles, et à la fin de chaque bataille, le joueur reçoit des récompenses en fonction des territoires que son équipe a pu conquérir. Il s'agit donc de choisir une zone propice et d'un combattre afin d'y gagner des points. Le score pour cette zone de chaque joueur est ajouté au score général de l'armée, et l'armée comptant le plus de points à la fin d'un tour remporte la zone. De plus, si une armée a 200 000 points d'avance ou plus, elle élimine immédiatement les autres armées et conquiert la zone. Les autres armées perdent toutes leurs chances de conquérir cette zone jusqu'à la fin du tour. Le pallier Grande conquête augmente avec le score cumulé de chaque joueur, et passer au rang supérieur offre diverses récompenses. Enfin, plus le rang est élevé, plus le joueur ajoute de points aux zones adjacentes à la zone dans laquelle il combat, ce qui fait du rang un facteur important dans la course à la victoire.

#### Sus à la strige!
Dans Sus à la strige, les joueurs collaborent pour vaincre un boss géant, la strige. Prendre part à cet événement consomme de l'énergie propre à ce mode de jeu. À la fin de l'événement, le joueur reçoit des récompenses en fonction de son rang et de la quantité de dégâts infligés à la strige. Le combat se termine après sept tours ou si la limite de dégâts a été atteinte. À la fin du combat, les armées alliées lancent leur attaque. Le joueur reçoit des récompenses si la strige est vaincue à la fin du combat, et d'autres en fonction des dégâts totaux, des dégâts maximums infligés et des dégâts monde (total des dégâts infligés par l'ensemble des joueurs) durant la période de combat.

#### Butins perdus et Récits perdus
« Butins perdus » et « Récits perdus » sont deux modes de jeu passifs très similaires. Le joueur envoie des équipes de héros soit vers les différents royaumes de Fire Emblem Heroes dans Butins perdus, soit vers les continents des autres jeux Fire Emblem dans Récits perdus. Ces missions sont automatiquement complétées après un certain délai, après quoi le joueur obtient des récompenses et des renseignements sur le pays visité. Une différence notable entre les deux modes est qu'un boss conclut une session de « Récits perdus », ce qui n'est pas le cas de « Butins perdus ».

#### Bataille tactile
« Bataille tactile » est un mode de jeu d'action dans lequel le joueur doit toucher l'écran au bon moment pour vaincre des ennemis, les pressions nécessaires correspondant au rythme de la musique se jouant en arrière plan. Deux modes de difficulté, normal et difficiles changent la quantité d'ennemis et la vitesse de ces derniers, mais pas les récompenses.

#### Assaut de Mjölnir
L'« Assaut de Mjölnir » est un événement où plusieurs joueurs font équipe pour vaincre une armée ennemie. L'événement est constitué de deux phases principales : bouclier et riposte. En phase bouclier, les envahisseurs ennemis attaquent sur une carte spéciale appelée le bouclier de Midgard, et il s'agit de repousser l'invasion en obtenant le meilleur score possible. En phase riposte, les joueurs contre-attaquent et doivent infliger plus de dégâts à l'adversaire.

#### Faction au front
« Faction au front » est un mode de jeu passif dans lequel les joueurs envoient leur soutien à des héros d'autres mondes en difficulté. Le joueur doit choisir à qui envoyer des renforts entre quatre armées, et son score s'accroît en fonction de la quantité de renforts envoyé et du multiplicateur de cette armée à la fin de la bataille. Chaque bataille dure une heure. Les récompenses sont des dracofleurs, des orbes, des pièces sacrées et des pierres d'amélioration.

#### Pions de Loki
Les « Pions de Loki » sont un mode de jeu où les joueurs doivent sélectionner une brigade de héros pour remporter une série de neuf batailles sur un plateau de jeu. Cette brigade constitue une pioche depuis laquelle le jeu va aléatoirement tirer des héros que le joueur peut choisir de déployer en échange d'une monnaie interne. Le joueur peut aussi payer plus pour piocher à nouveau ou se défausser de héros déjà déployés pour obtenir plus de monnaie. Il revient au joueur d'assembler, avant chaque bataille, une équipe dans la position qui lui convient en fonction de ses moyens. Après quoi, la bataille est gérée par une intelligence artificielle. Les récompenses sont multiples : dracofleurs, pièces sacrées, orbes.

#### Voyage en duo
« Voyage en duo » est un événement dans lequel le joueur doit créer une équipe composée de deux héros ou d’un héros et de son avatar personnalisé. Participer à des combats permet aux héros de gagner des points qui peuvent être échangés contre le visionnage d'une saynète retraçant les souvenirs des héros et renforçant leur affinité. Il est possible d'obtenir des récompenses telles que des plumes de héros, des dracofleurs, et bien plus encore selon le degré d’affinité acquis. Remporter la victoire contre le boss final, qu’il devient possible de défier lorsque l'on a acquis assez d’affinité, permet de plus d'acquérir des accessoires spéciaux en tant que souvenirs du voyage des héros.

#### Mondes connectés
Dans « Mondes connectés », le joueur forme une équipe avec des héros envoyés par des amis et d'autres joueurs pour progresser à travers une suite de niveaux. Il est possible d'échanger ces héros et les intégrer à l'équipe en se plaçant sur le portail divin d'Askr présent sur la carte. Les héros ainsi échangés sont conservés pour la bataille suivante. Le but est donc de continuer à échanger les anciens héros contre de nouveaux plus puissants au fur à mesure que la difficulté grimpe. Les dracofleurs sont la principale récompense, mais il est également possible de recruter de manière permanente un héros d'un autre joueur grâce à un Lien de passage (une monnaie extrêmement rare).

#### Piège de Gullveig
Dans le « Piège de Gullveig », les héros doivent traverser une faille temporelle. Le joueur choisit une équipe de quatre héros dont les aptitudes seront désactivées, et doit franchir une série de 30 niveaux. Après chaque bataille, il peut apprendre deux nouvelles aptitudes à ses unités, qu'il attribue comme il le souhaite, ou parfois restituer certaines aptitudes originelles. À terme, il est possible pour chaque héros de disposer de 4 aptitudes A, B, C, et pour l'un d'entre eux S en même temps. À noter que les points de vie ne sont pas restitués à la fin de chaque combat, mais le joueur peut trouver des aires de repos où les restaurer. La défaite d'un héros constitue une défaite automatique du niveau en cours. Les récompenses sont nombreuses : orbes, dracofleurs, pièces sacrées ou plumes de héros entre autres.

#### Combats auto d'affinité
« Combats auto d'affinité » est un mode de jeu coopératif. Le joueur compose d'abord une équipe de héros, puis associe cette dernière à une équipe composée par un autre joueur. Un système d'affinité augmente les caractéristiques des unités et le bonus de score si les deux équipes présentent une forte affinité. Par la suite, les équipes combattent côte-à-côte de manière automatique sur un champ de bataille semblable au mode « Domaines rivaux », où vaincre des adversaires et capturer des forts rapporte des points. Diverses récompenses sont proposées en fonction du score du joueur : plumes de héros, pièces sacrées, pierres d'amélioration, éphémères entre autres.

#### Front uni
« Front uni » est un autre mode de jeu coopératif. Le joueur doit faire face à une succession de cinq batailles contre des héros légendaires, mythiques ou Emblèmes. Pour cela, il doit avant chaque bataille choisir une équipe d'un joueur allié parmi trois, composée de quatre héros. À cette équipe, le joueur peut décider d'en soustraire jusqu'à deux héros pour les remplacer par les siens, ce qui est fortement incité par le fait que des héros provenant du même jeu d'origine mais de deux joueurs différents obtiennent des bonus de combat. Les héros ayant participé à une bataille ne peuvent plus participer aux batailles suivantes, et le joueur doit choisir une nouvelle équipe alliée à chaque fois. Chaque bataille présente trois niveaux de difficulté. Les récompenses incluent des orbes, des plumes de héros et des dracofleurs.

#### Tour de l'éveil
Dans la « Tour de l'éveil », le joueur combat avec quatre héros prédéterminés qualifiés d'« éveillés ». Il les renforce au fur et à mesure des batailles, d'une part car les éveillés acquièrent des niveaux d'expérience, et d'autre part car le premier éveillé à vaincre un ennemi dans chaque niveau peut choisir d'apprendre une nouvelle aptitude ou d'équiper une nouvelle arme au choix.
À la fin de l'événement, le joueur peut utiliser une Âme d'éveil (une monnaie interne très limitée) pour recruter un éveillé au sein de sa caserne.

#### Liens d'amitié
Dans « Liens d'amitié », le joueur combat avec l'équipe de son choix pour accumuler des points permettant de visionner une conversation avec quatre héros nouvellement ajoutés au jeu, afin d'en découvrir plus sur eux. Le nombre de points est individuel à chaque héros et chacun dispose de quatre conversations débloquées au fur et à mesure, pour un total de seize, en plus de conversations mêlant tous les personnages. Il est ainsi possible d'obtenir quatre tickets d'invocation, donnant au joueur autant d'invocation gratuites sur le focus d'invocation dédié à ces héros, mais également d'autres récompenses comme des plumes de héros, des orbes ou des graals héroïques.

#### Moment de gloire
Dans « Moment de gloire », le joueur choisit une équipe de héros pour traversée une série de vingt niveaux, culminant par une bataille contre un héros légendaire, mythique ou Emblème. La difficulté va croissant et les unités affrontées dépassent rapidement le niveau maximal des héros du joueur. Pour tenir le rythme, il est possible après chaque affrontement d'enseigner aux héros deux effets issus des diverses aptitudes existant dans le jeu parmi une liste renouvelée à chaque niveau. Ainsi, l'idée est de faire triompher notre équipe non pas grâce aux simples valeurs numériques des caractéristiques des héros, mais grâce au cumul de multiples effets qui permettront de venir à bout d'adversaires surpuissants. Les récompenses incluent entre autres des orbes, des dracofleurs, des parchemins et des plumes de héros.

#### Tourmente
Le dernier mode de jeu actuel est appelé « Tourmente ». Tout comme les tournois, c’est un mode de jeu temporaire. Le joueur choisit une équipe avec laquelle il doit affronter des ennemis contrôlés par l’ordinateur. Cependant, en cas de défaite d’une unité alliée, cette dernière ne peut plus revenir pour les combats suivants. Selon le niveau de difficulté choisi, le joueur dispose de plus ou moins d’équipes mais doit également affronter respectivement plus ou moins d’ennemis de niveau plus ou moins élevé. Une fois la série d’ennemis vaincu, le joueur reçoit des points selon sa performance. Ses points lui donnent accès à différents paliers de récompense comprenant des orbes, des plumes, des cristaux, des seaux sacrés et même des héros exclusifs uniquement obtenables via ce mode.
Chaque Tourmente dispose de héros spécifiques qui rapportent plus de points au joueur s’il combat avec eux et qui bénéficient de bonus de caractéristiques uniquement lors des parties jouées dans ce mode. Il existe également un boss unique à chaque Tourmente, par exemple le Chevalier Noir de Fire Emblem : Path of Radiance pour la Tourmente « Moments du Destin ». À partir de décembre 2018, la Tourmente est quasi-exclusivement dédiée aux héros spéciaux (héros en costume à thème).
Une Tourmente dure généralement deux semaines, après lesquelles le joueur ne peut plus avoir accès aux niveaux de la Tourmente et ainsi à ses récompenses. Il existe également un mode dérivé, appelé « Mini-Tourmente » qui ne dure qu’une semaine, mais dont les paliers de récompenses sont divisés par deux, les rendant ainsi plus accessibles.

## Développement

### Conception

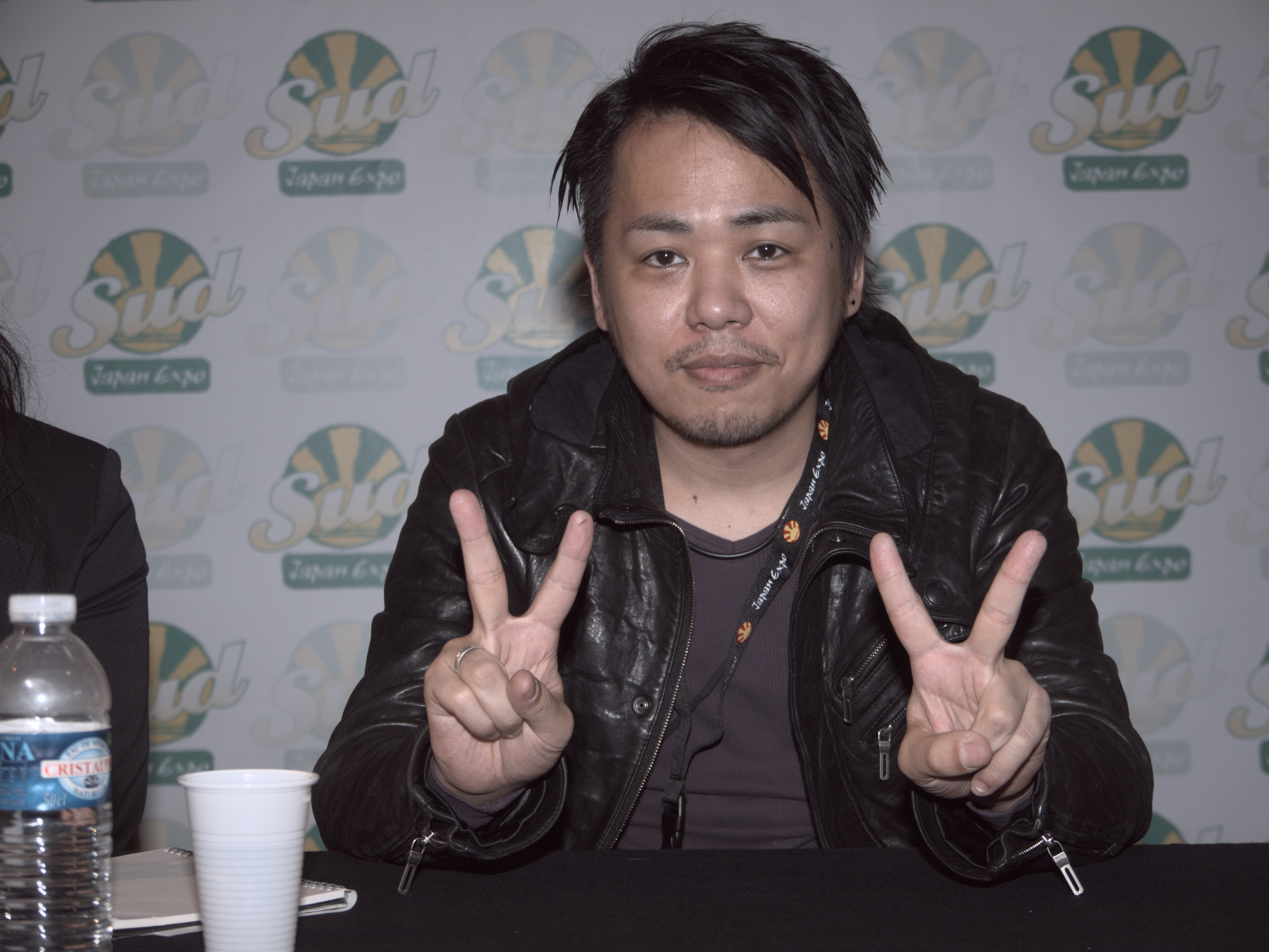
Yūsuke Kozaki, concepteur et dessinateur des personnages exclusifs à Fire Emblem Heroes, ainsi que d'autres héros dans le jeu.

Fire Emblem Heroes a été révélé par Nintendo en avril 2016 et était, avec un jeu mobile Animal Crossing, initialement prévu pour la fin de l'année, et est annoncé comme un « free-to-play », avec possibilité d'achats intégrés. Ils sont également annoncés comme des jeux « purs », en opposition à Miitomo, qui s'identifiait comme un réseau social ludique. En décembre 2016, après la sortie de Super Mario Run, on apprend que le jeu est reporté, mais toujours prévu par Nintendo. C'est finalement pendant la présentation du 18 janvier 2017 que sa sortie a été annoncée pour le 2 février 2017 et il était possible, pour les utilisateurs d'Android, de se pré-inscrire afin de se tenir informé de la disponibilité du jeu. Nintendo développa ce jeu, non pas à vocation d'en faire un phénomène mondial comme Pokémon Go, mais plutôt de faire un titre qui contentera les joueurs sur le long terme, et les gardant en joueurs réguliers, quitte à avoir moins de joueurs. Cet opus est également conçu afin de continuer à faire vivre la franchise Fire Emblem entre deux opus majeurs.
À la suite de cette présentation, Nintendo a ouvert un site permettant aux joueurs de voter, dans le cadre de l'événement intitulé "Choisissez vos héros" et jusqu'au lancement du jeu, pour leurs personnages préférés parmi ceux de tous les jeux de la série Fire Emblem. Les personnages ayant reçu le plus de votes revêtiront un costume spécial dans le jeu. De plus, l'éditeur proposera aux joueurs chaque mois, jusqu'à fin 2017, des fonds d'écran à l'effigie de leurs personnages préférés. Enfin, les votants inscrits au programme fidélité My Nintendo se sont vu attribuer deux cents points platine pour leur participation.
Par ailleurs, l'éditeur a précisé qu'il est nécessaire d'avoir au minimum treize ans pour pouvoir y jouer et qu'il n'est possible d'utiliser l'application qu'avec une connexion Internet permanente.
Les personnages exclusifs à Fire Emblem Heroes ont été conçus par Yusuke Kozaki, designer des personnages de Fire Emblem Awakening et Fire Emblem Fates.
Le jeu sortit finalement le 2 février 2017 sur iOS et Android exclusivement, le même jour où Super Mario Run fut disponible sur Android, après trois mois d'exclusivité iOS.

### Mises à jour

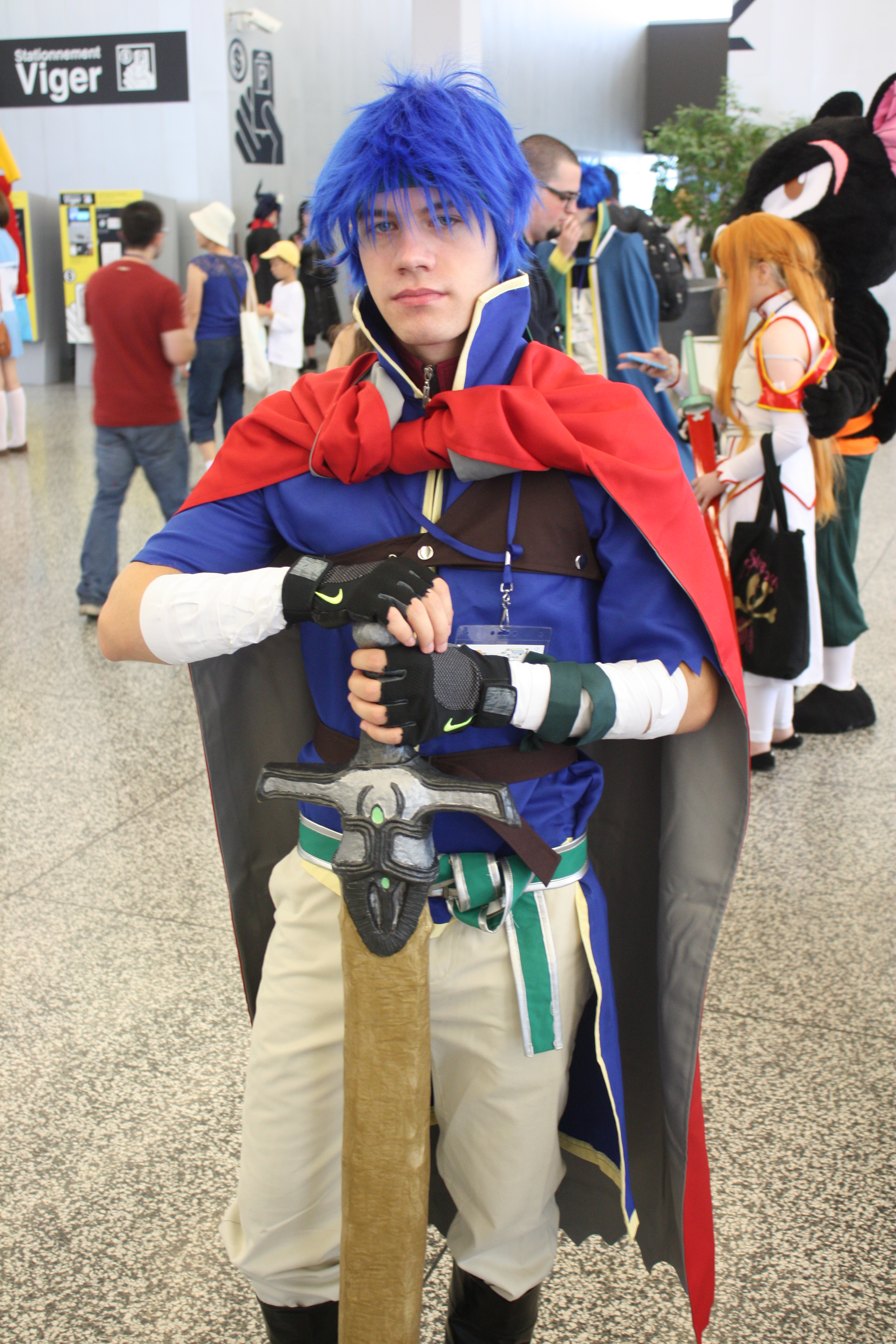
Cosplay représentant Ike, héros des jeux Fire Emblem: Path of Radiance et Fire Emblem: Radiant Dawn, disponible en tant que héros invocable dans Fire Emblem Heroes.

L'éditeur continue à proposer des mises à jour après la sortie du jeu. Le 15 février 2017, il a ainsi introduit une quête annexe permettant au joueur de rencontrer d'autres personnages, tels que les jumeaux Ephraim et Eirika de Fire Emblem: The Sacred Stones. Le 27 février 2017, une mise à jour incluant de nouveaux personnages, comme Reinhardt et Olwen de Fire Emblem: Thracia 776 et Sanaki de Fire Emblem: Path of Radiance, a été déployée. Le 3 mars 2017, Nintendo a offert aux joueurs de nombreux bonus à l'occasion de la sortie de la Nintendo Switch et a notamment annoncé l'arrivée des tournois. Le 14 mars 2017 ont été introduits six personnages supplémentaires provenant de Fire Emblem: The Blazing Blade, à savoir Karel, Rebecca, Jaffar, Lucius, Priscilla et Ninian.
Du 30 mars 2017 au 14 avril 2017, un événement de Pâques a eu lieu. Les joueurs ont ainsi pu retrouver quelques personnages (Chrom et Lucina de Fire Emblem: Awakening, ainsi que Xander et Camilla de Fire Emblem Fates) du jeu costumés et possédant des aptitudes différentes.
Le 14 avril 2017, quatre héros de Fire Emblem Echoes: Shadows of Valentia ont été ajoutés. Il s'agit de Alm, Faye, Clair et Lukas. Quant à Ike, Mist, Soren et Titania de Fire Emblem: Path of Radiance, ils ont été inclus le 25 avril 2017. D'autres personnages de Fire Emblem Echoes: Shadows of Valentia ont été ajoutés le 15 mai 2017, à savoir Celica, Boey, Mae et Genny.
Durant les mois de juillet et août 2017, des héros sur le thème de l'été ont été mis à la disposition des joueurs, à l'effigie des contenus additionnels de leurs jeux respectifs. En juillet, Gaius, Frederick, Tiki et Daraen, de Fire Emblem: Awakening ont bénéficié de costumes alternatifs, tandis qu'en août, c'était au tour de Xander, Elise, Leo et Corrin de Fire Emblem Fates. Des héros classiques ont tout de même été ajoutés au jeu durant cette période, comme le 15 août 2017, où les héros Seth, Innes, Tana et Amélia de Fire Emblem: The Sacred Stones ont fait leur apparition.
Le 28 août 2017, une présentation consacrée à l'événement « Choisissez vos héros », qui avait eu lieu avant le lancement du jeu, a révélé des informations sur les héros choisis au cours de cet événement, dont leur future apparition dans le jeu. Les héros choisis sont Lucina de Fire Emblem: Awakening, Roy de Fire Emblem: The Binding Blade, Lyn de Fire Emblem: The Blazing Blade et Ike de Fire Emblem: Path of Radiance. Ainsi, ils sont apparus dans le jeu le 31 août 2017 avec, en plus de l'événement d'invocation les concernant, la possibilité d'obtenir directement un de ces héros au choix sans dépenser d'orbe.
Le 15 septembre 2017, trois nouveaux héros issus de Fire Emblem: Path of Radiance ont fait leur apparition dans le jeu : Oscar, Elincia et Nephenee. Un mois plus tard, le 16 octobre 2017, ont été ajoutés des héros issus du quatrième opus de la saga Fire Emblem : Genealogy of the Holy War, Sigurd, Deidre, Arya, Arden et Tailtiu, tandis qu'Arvis, l'antagoniste de cet opus, a été ajouté en tant que boss de Grande Bataille. Durant le mois d'octobre 2017, un événement spécial ayant pour thème la danse est disponible pour une durée limitée, mettant en scène Olivia et Iñigo de Fire Emblem Awakening, ainsi qu'Azura et Shigure de Fire Emblem Fates, tous vêtus de costumes alternatifs exclusifs. Dans le même esprit, ont été ajoutés le 30 octobre 2017 quatre héros déguisés pour Halloween, à savoir Jakob et Sakura de Fire Emblem Fates et Nowi et Henry de Fire Emblem Awakening.
Le 14 novembre 2017, à la suite d'une présentation vidéo annonçant une mise à jour majeure, furent ajoutés au jeu les héros suivant sous le nom d' « héros inattendus » : Dorcas de Fire Emblem: The Blazing Sword, Lute de Fire Emblem: The Sacred Stones, et Mia, de Fire Emblem Path of Radiance Le 4 décembre, des héros issus de l'univers de Fire Emblem Fates sont mis à disposition des joueurs, Shiro et Rhajat issu de la version Héritage, ainsi que Siegbert et Soleil de la version Conquête. À l'occasion des fêtes de fin d'année, Fire Emblem Heroes propose l'invocation de quatre nouveaux costumes alternatifs basés sur des déguisements festifs, à savoir Chrom, Daraen, Lissa et Tharja de Fire Emblem Awakening. De plus, à l'occasion de la nouvelle année, quatre héros issus de Fire Emblem Fates, Takumi, Azura, Camilla et Corrin (en version homme) sont disponibles en tant que héros invocables pour une durée limitée à partir du 1er janvier, et sont présentés portant des tenues traditionnelles.
Mis à part les nouveaux personnages, Nintendo met régulièrement à disposition de nombreux événements via les réseaux sociaux, notamment sur Twitter, afin d'offrir des orbes et des héros aux joueurs. La firme nippone communique également ses nouveaux héros via leur chaîne Youtube « Nintendo Mobile », qui met en ligne des vidéos présentant les nouveaux héros, ainsi que des vidéos des artistes dessinant des héros du jeu (Yusuke Kozaki dessinant Sharena par exemple).

## Accueil

### Critiques
Fire Emblem Heroes a été globalement bien accueilli par la presse spécialisée. Les sites de compilations de critiques GameRankings et Metacritic lui décernent une moyenne de 69,36 % et 72 %, calculée respectivement sur dix-huit et trente-six critiques,.
Bien que Jeuxvideo.com apprécie l'accessibilité, le système d'invocation et les éléments de l'univers de la série présents, il déplore cependant un aspect stratégique trop faible, une répétition au niveau du gameplay et un système d'amélioration des personnages peu maîtrisé. Quant à IGN, il salue l'apport de la série sur mobile, ainsi que la possibilité pour les fans de pouvoir jouer avec leurs personnages préférés. Néanmoins, il décrit le mode histoire comme étant plutôt insipide. Enfin, Gameblog apprécie le nombre de héros et leurs illustrations, mais regrette le coût des invocations et l'évolution des personnages, ainsi que le manque de contenu. Pour GameSpot, même si le gameplay s'adapte bien sur mobile et les références font foison, des défauts restent, comme la difficulté d'obtenir de nouveaux héros, ou le fait que le jeu ne soit, selon le site, pas adapté pour jouer sur de longues périodes. Le Financial Post apprécie l'univers Fire Emblem, qu'il juge bien représenté, ainsi que le plaisir que l'on prend à parcourir ce jeu, mais regrette le système d'énergie. Le site spécialisé en jeux mobiles Pocket Gamer apprécie le côté léger du jeu et la fidélité à l'œuvre originale, tout en regrettant l'aspect légèrement simpliste du jeu mobile. Enfin, le site Game Informer juge que le jeu tire profit de ses très beaux designs des personnages, magnifiquement illustrés pour la plupart, de son accessibilité et de sa capacité à divertir. Il considère également que les musiques, bien que de qualité, sont répétitives et tirées d'autre jeux de la franchise. Le plus gros défaut qu'il ait à apporter est lié aux problèmes d'énergie dont le jeu souffrait à sa sortie.
Polygon, lui estime que le jeu est très plaisant à jouer, malgré les barrières imposées par le mode de jeu « free-to-play ». Destructoid estime lui que, bien que ne révolutionnant pas le genre, le jeu est très plaisant, valant le temps et l'argent potentiel investi, les quelques défauts ne tirant pas le jeu vers le bas. Metro, tout en mettant en avant la qualité des dessins, les aspects classiques communs aux jeux Fire Emblem et la personnalisation possible des équipes, déplore néanmoins le manque de contenu comparé à un jeu console et la frustration liée à l'attente entre les parties, ou au hasard des invocations. Le site spécialisé VentureBeat considère Fire Emblem Heroes comme le « meilleur jeu mobile de Nintendo à ce jour », notamment grâce aux soins apportés au système de jeu, à la musique et aux graphismes, tout en regrettant le peu d'histoire qu'il y avait à la sortie du jeu.

### Réception
Après avoir longtemps négligé le domaine mobile, les bonnes critiques et recettes de Fire Emblem Heroes conforte Nintendo dans l'idée d'en produire d'autres.
Vingt-quatre heures après son lancement, Fire Emblem Heroes a été téléchargé plus de deux millions de fois, principalement au Japon et aux États-Unis, et a généré dans ce laps de temps 2,9 millions de dollars de micro-transactions, et rivalisant avec un leader du marché mobile, Clash Royale.
Le 10 février, soit une semaine après son lancement, Fire Emblem Heroes a rapporté 5 millions de dollars à l'entreprise nippone.
Surfant sur le succès de Pokémon Go, le jeu a notamment bénéficié d'un succès colossal au Japon, où ce type de jeu à base d'invocations est très apprécié, et a même contribué à augmenter l'action Nintendo de 5,9 % dès le lendemain de la sortie du jeu,.
En dépit de sa licence moins populaire, Fire Emblem Heroes rapporta plus d'argent à Nintendo que Super Mario Run, autre jeu mobile de la firme nippone. En effet, le modèle économique emprunté par ce jeu, celui du « gacha », permet aux joueurs qui le désirent de progresser sans dépenser d'argent, mais permet l'option d'avancer beaucoup plus rapidement dans le jeu en utilisant une monnaie interne au jeu disponible contre de l'argent, les orbes dans le cas de Fire Emblem Heroes. Ce mode de jeu est très populaire au Japon, ce qui explique le succès du jeu dans son pays d'origine. Nintendo, pour limiter les abus, décide alors de limiter les dépenses maximales possibles par des mineurs à 12 000 yens par mois (environ 98 euros).
Néanmoins le mode de jeu « freemium », malgré le fait qu'il fasse de Fire Emblem Heroes un succès commercial pour l'entreprise japonaise, bien plus que ses deux autres jeux mobiles, ne sera pas appliqué aux autres jeux mobiles de Nintendo, la compagnie kyotoïte préférant le système mis au point pour Super Mario Run. Les ventes de ces jeux ont toutefois été multipliées par cinq en un an, portant ainsi la part de l'économie mobile de Nintendo à 6 %. Les ventes issus de ce domaine ont en effet atteint 17,9 milliards de yens lors du premier semestre 2017, soit 135 millions d'euros environ, sur un chiffre d'affaires total de 3,6 milliards d'euros. Nintendo espère profiter d'un taux faible du yen sur l'euro au second semestre, bénéficiant ainsi ses ventes en Europe.
En décembre 2017, il est estimé que le jeu a rapporté environ 240 millions de dollars à Nintendo, soit environ 20 dollars par joueur.
En septembre 2018, soit plus d'un an et demi après sa sortie, le jeu a généré plus de 437 millions de dollars de recettes pour Nintendo, et dépasse la barre symbolique des 14 millions de téléchargement.

### Distinction
Fire Emblem Heroes est nommé aux Video Game Awards, dans la catégorie « meilleur jeu mobile », aux côtés de Super Mario Run.

## Controverses
En raison d'une enfreinte de la législation belge au sujet des loot boxes,, le jeu n'est plus disponible en Belgique depuis le 27 août 2019,.

## Postérité
Afin de promouvoir la sortie de Fire Emblem Heroes, des articles spéciaux à l'effigie des héros du jeu furent mis à disposition des joueurs de Miitomo, un autre jeu mobile de Nintendo, pour une collaboration entre les deux jeux. Des T-Shirts représentant Marth et Tiki, de Fire Emblem: Shadow Dragon and the Blade of Light et son remake Fire Emblem: Shadow Dragon, Roy, de Fire Emblem : Binding Blade, et Leo, de Fire Emblem Fates sont disponibles à l'achat. D'autres T-Shirts symbolisant le logo de Fire Emblem Heroes ou le blason des Gardiens d'Askr sont également présents. Des ensembles d'habits imitant ceux d'Alfonse et de Veronica, deux personnages créés pour Fire Emblem Heroes, ont également été rajoutés au jeu.
De plus, les héros de Fire Emblem Heroes Alfonse, Sharena, Veronica, Anna et Bruno / Zacharias ont également eu droit à des cartes à jouer officielles, dans le jeu Fire Emblem: Cipher.
Dans Fire Emblem Engage, il est possible pour une unité d'utiliser l'anneau d'Emblème de Veronica pour faire appel à ses pouvoirs, après l'avoir obtenu dans une mission dédiée disponible dans le troisième volume du pass d'extension.